# Musée international du baroque
Le musée international du baroque (Museo Internacional del Barroco en espagnol) est un musée d'art baroque conçu par l'architecte japonais Toyō Itō et situé à Puebla, au Mexique. Il a été inauguré le 4 février 2016.

## Historique
La création de ce musée correspond à la volonté de renforcer l'offre culturelle de la ville de Puebla, pour renforcer son attractivité touristique, tout en s'inscrivant dans l'histoire de cette cité. La ville a été fondée en 1531, par et pour les Espagnols et possède une vieille cité, un dédale de bâtiments historiques, dont la première bibliothèque des Amériques datant de 1646, et de nombreuses églises au style baroque latino-américain, dont notamment l'Église de Santo Domingo, de style baroque mexicain, dont la chapelle principale, la Capilla del Rosario est couverte de dorures,.  Conçu par l'architecte japonais Toyō Itō, il est inauguré le 4 février 2016.

## Situation géographique
Il est situé à côté de la via Atlixcayotl, dans une zone appelée Angelópolis. Cette zone aménagée dans les années 1990 abrite également des écoles artistiques. Il lui est fait grief, d'être excentrée, avec une offre de transports en commun réduite.

## Description
La caractéristique la plus frappante du musée est sa structure et son aspect extérieur comme intérieur, composés de formes courbes, simple, dans un béton blanc. Le style conceptuel de Toyo Ito a été cependant jugé par quelques commentateurs comme éloigné du vocabulaire ostentatoire du baroque. Le musée a une superficie de 18 000 m2. Un patio, agrémenté d'une fontaine, offre au centre de l'édifice un espace de détente aux visiteurs.

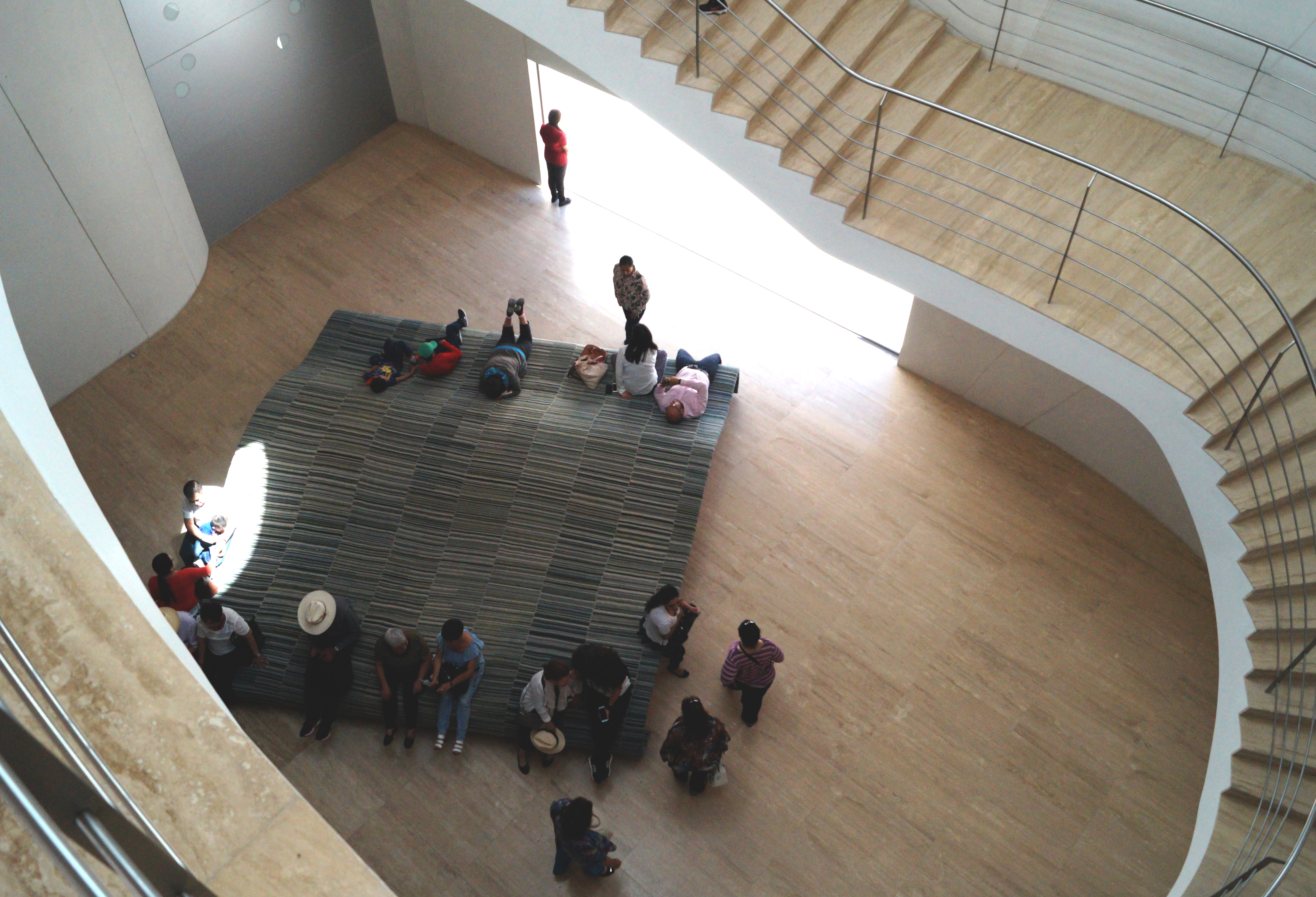
Escalier
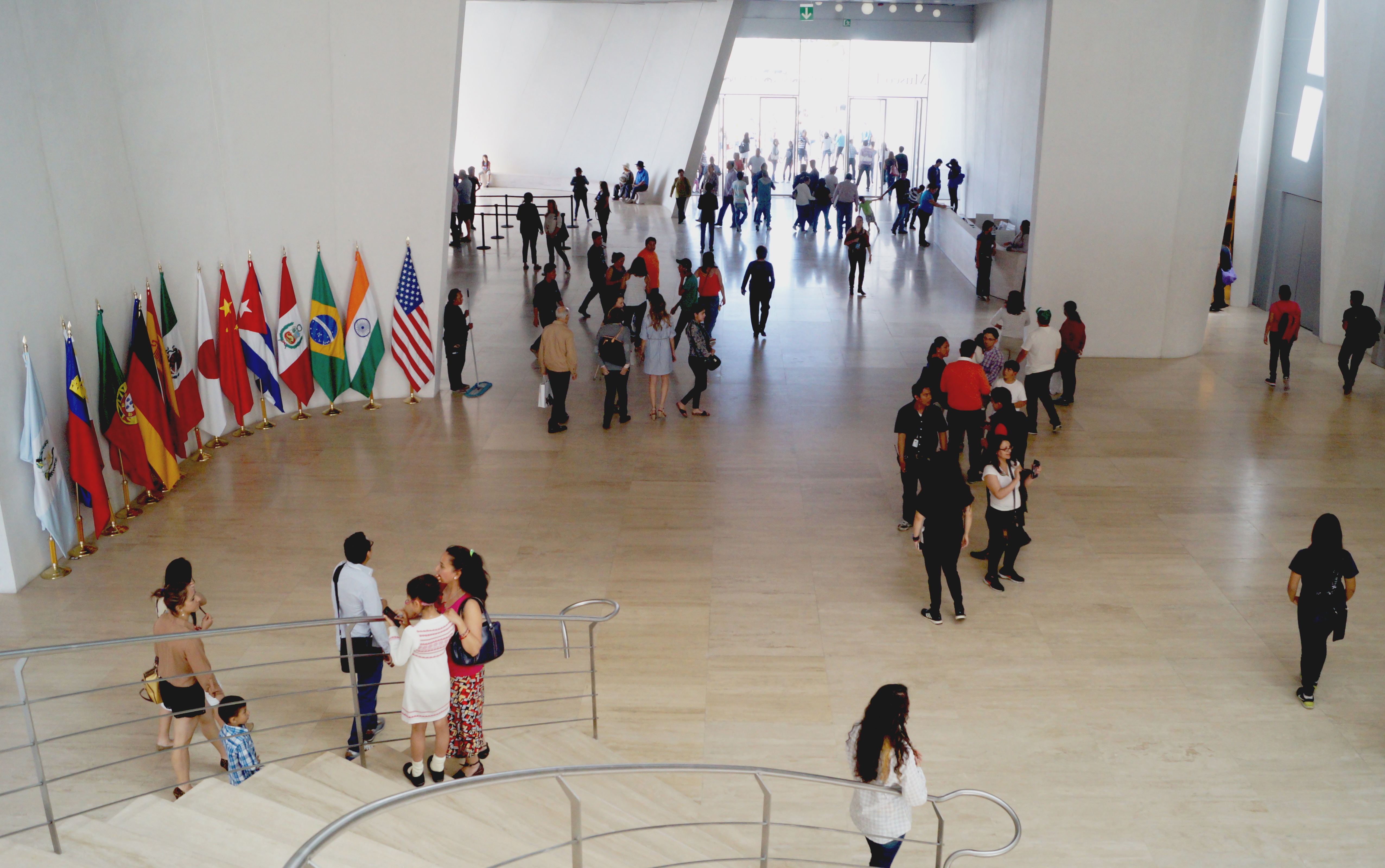
Hall
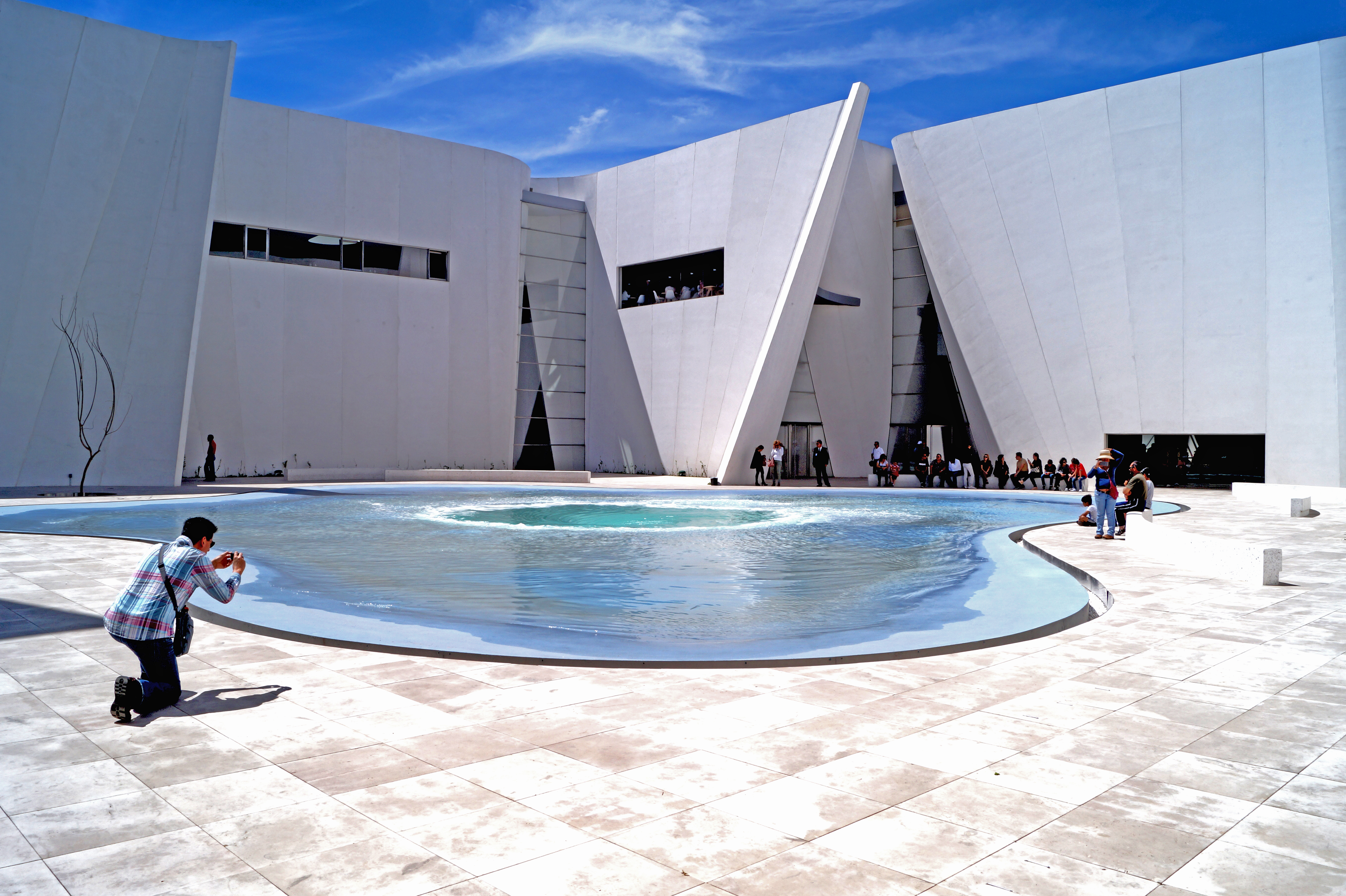
Patio et fontaine
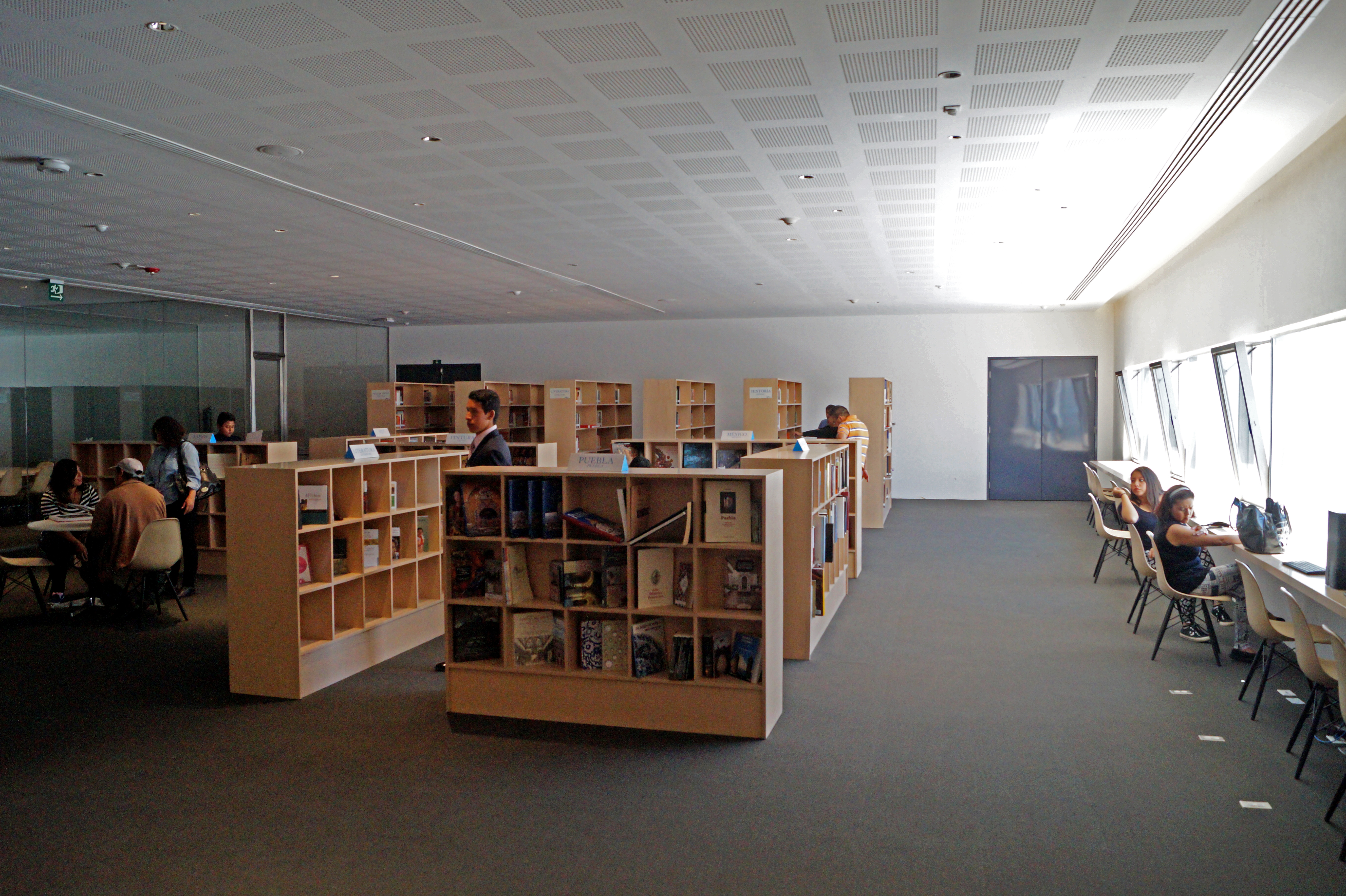
Librarie